# Чепільська сільська рада
Че́пільська сільська́ ра́да — колишній орган місцевого самоврядування в Балаклійському районі Харківської області. Адміністративний центр — село Чепіль.

## Загальні відомості
- Чепільська сільська рада утворена в 1921 році.
- Територія ради: 58,889 км²
- Населення ради: 1 034 особи (станом на 2001 рік)
- Територією ради протікають річки Чепель, Сіверський Донець.

## Населені пункти
Сільській раді підпорядковані населені пункти:
- с. Чепіль
- с. Вітрівка

## Склад ради
Рада складається з 14 депутатів та голови.
- Голова ради: Панова Надія Іванівна
- Секретар ради: Коваленко Віра Василівна

### Керівний склад попередніх скликань
| Прізвище, ім'я, по батькові | Основні відомості                                                 | Дата обрання | Дата звільнення |
| --------------------------- | ----------------------------------------------------------------- | ------------ | --------------- |
| Панова Надія Іванівна       | Сільський голова, 1960 року народження, освіта вища, позапартійна | 26.03.2006   | 31.10.2010      |
| Панова Надія Іванівна       | Сільський голова, 1960 року народження, освіта вища, позапартійна | 31.10.2010   |                 |

Примітка: таблиця складена за даними сайту Верховної Ради України

### Депутати
За результатами місцевих виборів 2010 року депутатами ради стали:

#### За суб'єктами висування
| Суб'єкт висування                                       | Кількість обраних депутатів | %    |
| ------------------------------------------------------- | --------------------------- | ---- |
| Самовисування                                           | 6                           | 42,9 |
| Партія регіонів                                         | 4                           | 28,6 |
| Комуністична партія України                             | 1                           | 7,1  |
| Народна партія                                          | 1                           | 7,1  |
| Політична партія Всеукраїнське об'єднання «Батьківщина» | 1                           | 7,1  |
| Соціалістична партія України                            | 1                           | 7,1  |

#### За округами
| № округу                                                | Прізвище, ім'я, по батькові      | Дата визнання обраним | Освіта             | Партійна приналежність                        | Відомості про обраного депутата                            |
| ------------------------------------------------------- | -------------------------------- | --------------------- | ------------------ | --------------------------------------------- | ---------------------------------------------------------- |
| Комуністична партія України                             |                                  |                       |                    |                                               |                                                            |
| 12                                                      | Боженко Варвара Іванівна         | 01.11.2010            | середня            | член Комуністичної партії України             | Відділення зв'язку с. Чепіль, листоноша                    |
| Народна Партія                                          |                                  |                       |                    |                                               |                                                            |
| 11                                                      | Демченко Валентина Миколаївна    | 01.11.2010            | середня спеціальна | член Народної партії                          | Відділення зв'язку с. Чепіль, начальник                    |
| Партія регіонів                                         |                                  |                       |                    |                                               |                                                            |
| 2                                                       | Зубков Олександр Петрович        | 01.11.2010            | вища               | член Партії регіонів                          | Чепільська загальноосвітня школа I-III ст., директор       |
| 4                                                       | Попадинець Оксана Олексіївна     | 05.08.2013            | середня спеціальна | член Партії регіонів                          | тимчасово не працює                                        |
| 6                                                       | Астафурова Любов Михайлівна      | 05.08.2013            | середня спеціальна | член Партії регіонів                          | Чепільська заальноосвітня школа, вчитель                   |
| 14                                                      | Коваленко Віра Василівна         | 01.11.2010            | середня            | член Партії регіонів                          | Чепільська сільська рада, секретар                         |
| Політична партія Всеукраїнське об'єднання «Батьківщина» |                                  |                       |                    |                                               |                                                            |
| 10                                                      | Тєтьоркіна Наталія Володимирівна | 01.11.2010            | вища               | член Всеукраїнського об'єднання «Батьківщина» | ДНЗ№ 311 м. Харків, вихователь                             |
| Соціалістична партія України                            |                                  |                       |                    |                                               |                                                            |
| 13                                                      | Косьянова Катерина Миколаївна    | 01.11.2010            | вища               | член Соціалістичної партії України            | ЧП «КОСТЮК», продавець                                     |
| Самовисування                                           |                                  |                       |                    |                                               |                                                            |
| 1                                                       | Блажко Олександр Васильович      | 01.11.2010            | середня            | позапартійний                                 | тимчасово не працює                                        |
| 3                                                       | Коваленко Наталія Сергіївна      | 01.11.2010            | середня            | позапартійна                                  | Чепільський фельдшерсько-акушерський пункт, мол. медсестра |
| 5                                                       | Богдан Володимир Михайлович      | 01.11.2010            | середня спеціальна | позапартійний                                 | ТОВ «Балаклійське птахівництво», токар                     |
| 7                                                       | Коротаєва Ніна Григорівна        | 01.11.2010            | середня            | член Єдиного Центру                           | Чепільська сільська рада, спец. з ведення бух.обл          |
| 8                                                       | Савчук Сергій Миколайович        | 01.11.2010            | середня            | член Єдиного Центру                           | ПП «АЗІЗ», механізатор                                     |
| 9                                                       | Коваленко Леонід Павлович        | 01.11.2010            | середня            | позапартійний                                 | пенсіонер                                                  |